# Emile Abraham
Emile Magellan Abraham (* 28. April 1974 in Scarborough) ist ein ehemaliger Radrennfahrer aus Trinidad und Tobago.
Im Laufe seiner Radsportkarriere gewann Emile Abraham dreimal das Tobago Cycling Classic und wurde fünfmal nationaler Meister, im Straßenrennen sowie im Einzelzeitfahren.
2001 gewann Abraham eine Etappe bei der Ronde van Vlaams-Brabant. Bei den Panamerikanischen Spielen 2007 in Rio de Janeiro errang er die Silbermedaille im Straßenrennen ebenso 2010 bei den Zentralamerika- und Karibikspielen sowie 2014 bei den karibischen Meisterschaften.
2015 erklärte Abraham seinen Rücktritt vom Leistungsradsport. Er bestritt sein letztes Rennen im Oktober bei den zentralamerikanischen und karibischen Meisterschaften.

## Erfolge
2001
- Tobago Cycling Classic

2002
- Tobago Cycling Classic

2003
- Straßenmeister Trinidad und Tobago
- Gesamtwertung und zwei Etappen Tobago Cycling Classic

2004
- eine Etappe Tobago Cycling Classic

2006
- Straßenmeister Trinidad und Tobago

2007
- Panamerikanische Spiele – Straßenrennen

2008
- eine Etappe Tobago Cycling Classic

2010
- Zentralamerika- und Karibikspiele – Straßenrennen

2011
- Straßenmeister Trinidad und Tobago

2012
- eine Etappe Tobago Cycling Classic

2013
- Meister von Trinidad und Tobago – Zeitfahren, Straßenrennen
- Gesamtwertung und eine Etappe Tour of Trinidad and Tobago

2014
- Karibische Meisterschaften – Straßenrennen

## Teams
- 2002 Saturn Cycling Team
- 2003 Team Maestro-Nella
- 2004 Team Monex
- 2005 Team Monex
- 2006 AEG Toshiba-Jetnetwork
- 2007 Priority Health-Bissell
- 2008 Team Type 1
- 2009 Aerocat/Latino Cycling Team
- 2010 Aerocat
- 2013 Predator Carbon Repair Cycling Team